# كرد أباد (أصفهان)
كرد أباد هي قرية في مقاطعة أصفهان، إيران. يقدر عدد سكانها بـ 133 نسمة بحسب إحصاء 2016.